# Jaskinie Maijishan

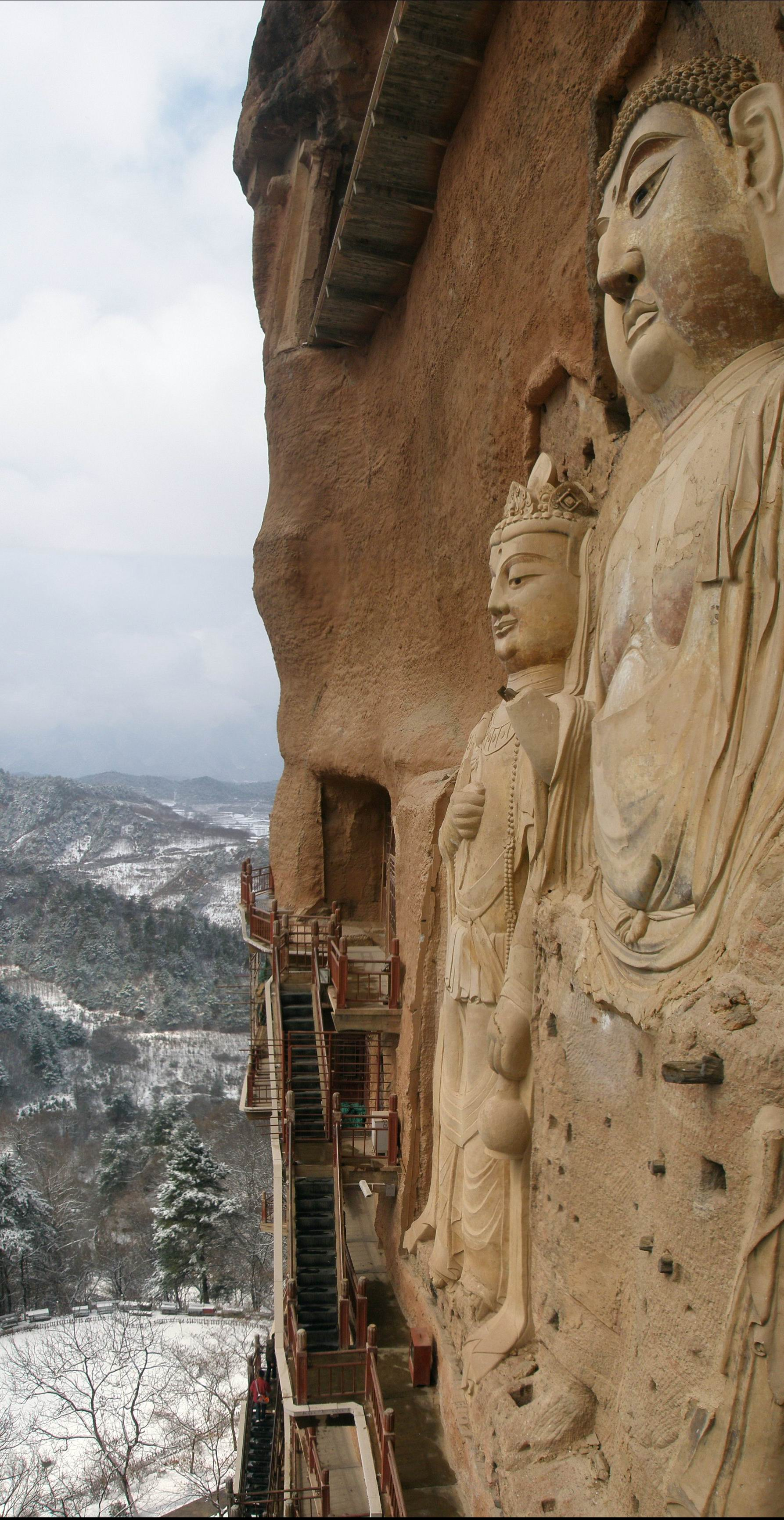
Ogromne podobizny bodhisattwów, wyrzeźbione w zboczu góry

Jaskinie Maijishan (chiń. upr. 麦积山石窟; chiń. trad. 麥積山石窟; pinyin Màijīshān Shíkū) – zespół 194 buddyjskich świątyń skalnych, wyrzeźbionych w górze Maiji w łańcuchu Qin Ling w prowincji Gansu w Chinach, ok. 45 km na południowy wschód od Tianshui.
Groty wykuwane były od V wieku do czasów dynastii Song. Trudno dostępna lokalizacja pozwoliła na przetrwanie przez wieki malowideł ściennych i rzeźb, w większości wykonanych z kruchej gliny na drewnianej konstrukcji nośnej, osadzonej w porowatej skale. Nie zachowały się natomiast polichromie. Ponieważ miejscowy materiał był zbyt miękki, twardy kamień na posągi przywożono z odległych miejsc. Obecnie groty usytuowane są na zachodniej i południowej ścianie góry, część środkowa zawaliła się podczas trzęsienia ziemi w 734 roku. W pionowej ścianie wykute są podesty i zewnętrzne schody, będące jedyną drogą do wysoko położonych jaskiń. Największe grupy rzeźb wykonano w czasach panowania dynastii Sui i Tang. Z okresu Sui pochodzą górujące nad grotami, wysokie na 16 metrów, płaskorzeźby przedstawiające Buddę w otoczeniu dwóch bodhisattwów.

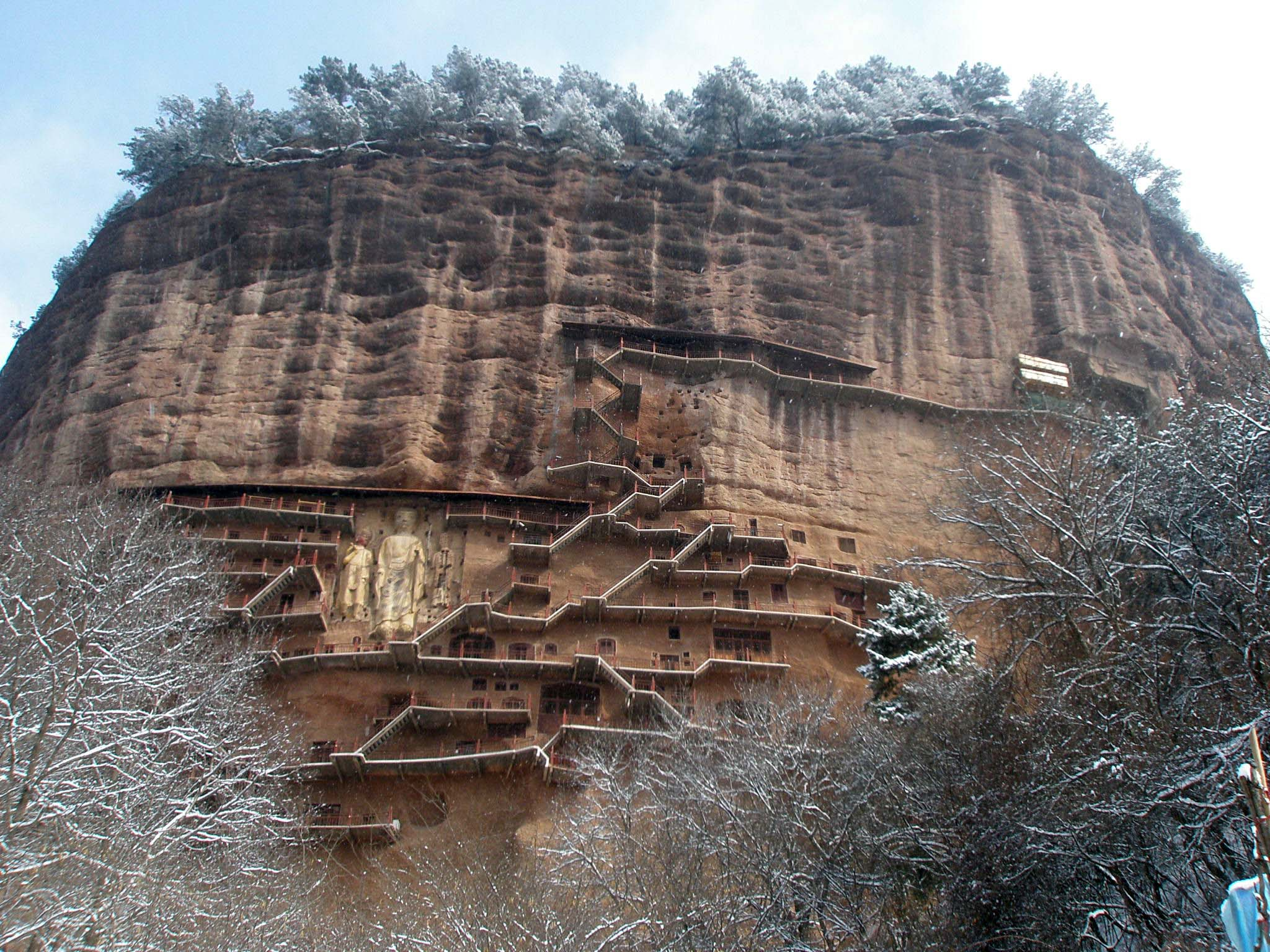
Widok na Maijishan
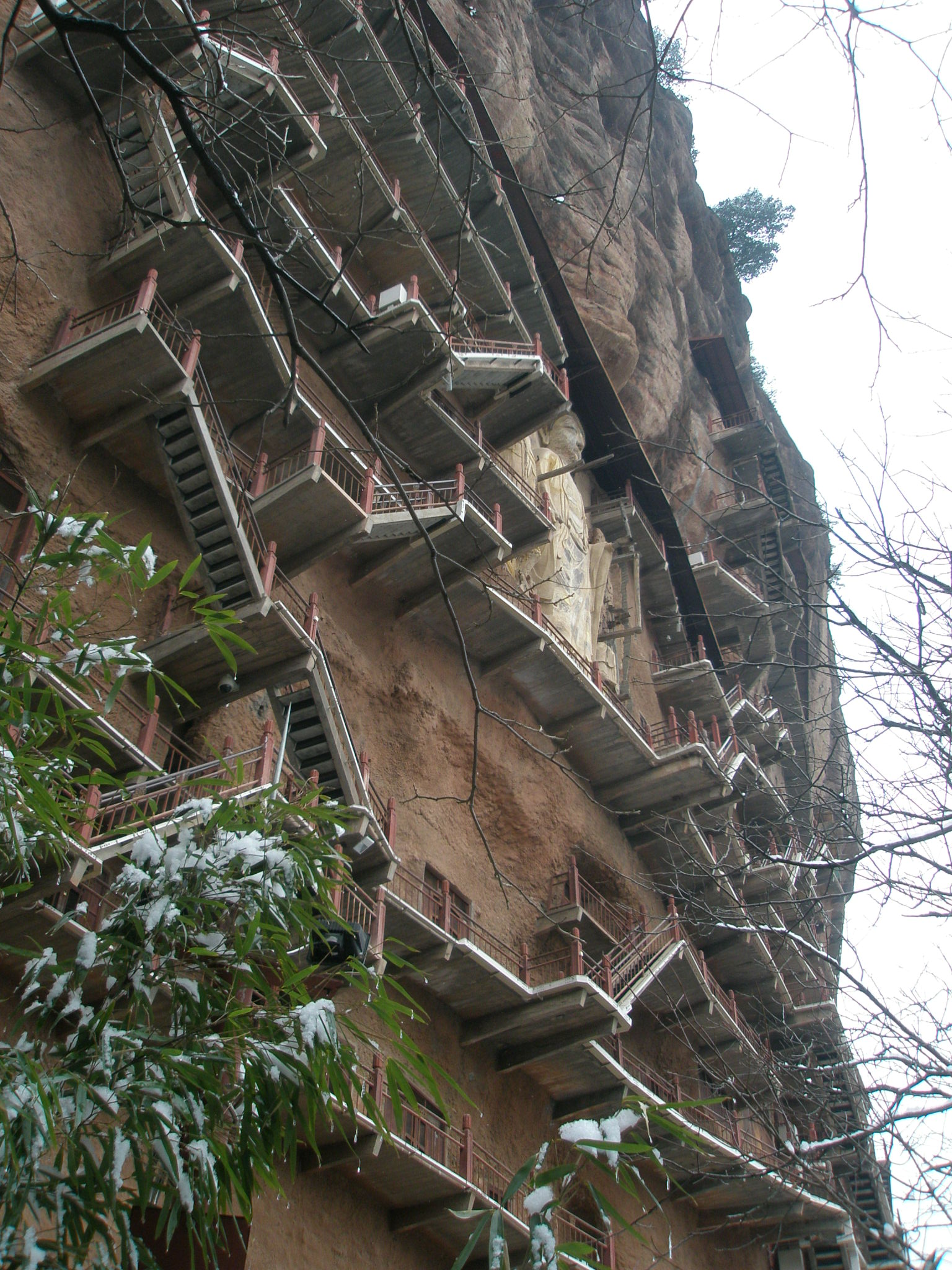
Sieć zewnętrznych schodów
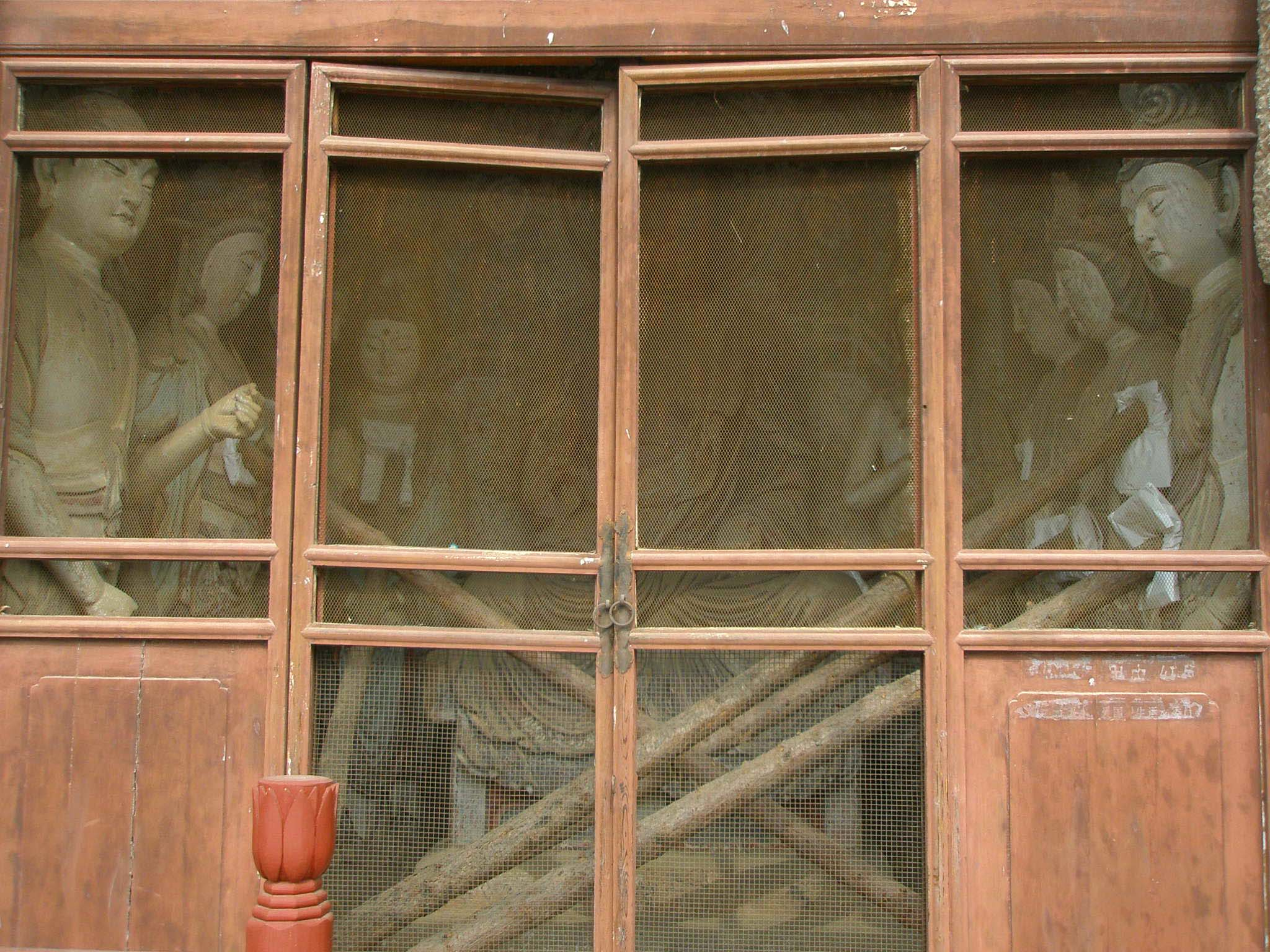
Rzeźby w jednej z grot